# Thorvald Claudi Westh
Thorvald Claudi Westh, född 1 februari 1868 på Store Hallegård i Olsker socken på Bornholm, död 26 april 1955 i Charlottenlund, var en dansk kulturingenjör.
Westh lärde som ung praktiskt lantbruk dels hemma, dels hos kända lantmän och genomgick 1886–1888 en kurs på åkerbruksskolan på Næsgård. Han studerade därefter på Landbohøjskolen, varifrån han utexaminerades 1891 som lantbrukskandidat. Efter ett par års praktisk verksamhet inom lantbruket anställdes Westh i Hedeselskabet, där han snart efter blev ledare för moss- och ängsavdelningen, där han verkade i 25 år. Vid inrättandet av statens markförbättringsväsende 1918 blev Westh dess ledare; denna institution avskaffades emellertid 1922, varefter Westh verkade som lantbruksministeriets konsulent i vattendragsfrågor. 
Westh arbetade i sina olika verksamheter för den öde jords uppodling genom dränering samt ändamålsenlig behandling och gödsling, liksom han medverkade till att starta systematiska undersökningar av kalkfattiga och vattensjuka arealer, ett arbete, som på hans initiativ infördes i ett fast spår och kan betraktas som särskilt betydningsfullt. Hans insikt i markförbättringsfrågor gjorde honom självskriven i olika kommissioner till undersökning och planläggning av stora projekt angående bland annat dränering, landvinning och vattendragsreglering.
Westh visade även ett stort intresse för sociala och politiska frågor. Han skrev en rad artiklar i tidskrifter och handböcker, liksom han utgav åtskilliga självständiga skrifter, bland annat Enkelte Træk af Landbrugets Jorddyrkning og Plantekultur i Danmark ved Aar 1900 och Grundforbedringsarbejder i Jordbruget samt Eng- og Mosekultur samt var redaktör för Jorders Grundforbedring.